# All I Need (Within Temptation)
All I Need è un singolo del gruppo musicale symphonic metal olandese Within Temptation, pubblicato nel 2007 ed appartenente all'album The Heart of Everything.

## Videoclip
Il video per il singolo è stato girato il 30 settembre 2007 a Berlino, ed ha fatto la sua comparsa sul web per la prima volta il 19 ottobre.
Nel video si viaggia tra i complicati sogni di Sharon den Adel, ambientati in modi paralleli e colmi di stranezze; il resto dei membri dei Within Temptation compare dietro delle celle. Alla fine del video si scopre che la cantante è distesa in un letto d'ospedale, con tubicini attaccati in tutto il corpo: Sharon è in coma.

## Tracce
1. All I Need (Single Version)
2. All I Need (Album Version)

5 Track Edition
1. All I Need (Single Version)
2. All I Need (Album Version)
3. The Last Time
4. Frozen (Demo Version)
5. Our Solemn Hour (Demo Version)

iTunes Download Edition
1. All I Need (Single Version)
2. All I Need (Album Version)
3. Hand of Sorrow (Demo Version)
4. Ice Queen (Live Acoustic)